# فرانک استلا
فرانک استلا (انگلیسی: Frank Stella؛ ۱۲ مهٔ ۱۹۳۶ – ۴ مهٔ ۲۰۲۴) نقاش و مجسمه‌ساز اهل ایالات متحده آمریکا بود. او از چهره‌های مهم جنبش‌های مینیمالیسم و انتزاع پسانقاشانه بود. او در زندگی هنری خود جوایز و افتخارات زیادی بدست آورده است که از میان آنها می‌توان به نشان ملی هنر (بالاترین افتخار هنری در آمریکا) و همچنین جایزه یک عمر دستاورد هنری در زمینه مجسمه‌سازی معاصر اشاره کرد.

## ایران
چندین اثر از فرانک استلا در موزه هنرهای معاصر تهران نگهداری می‌شوند که یکی از آنها تابلوی مرغ طوفان، شماره ۱۰ است که با رنگ روغن روی آلومینیوم کشیده شده است.

## نگارخانه

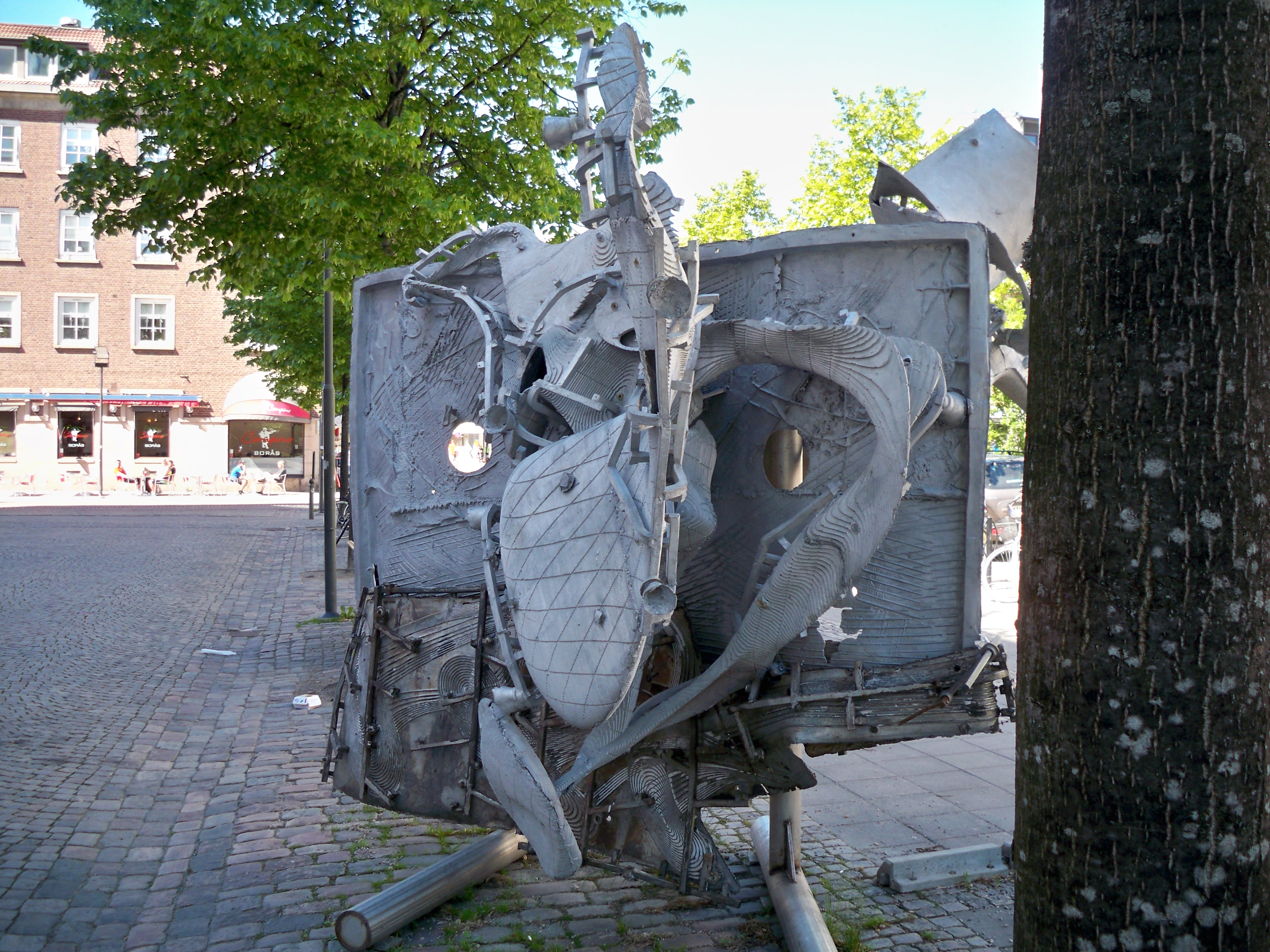
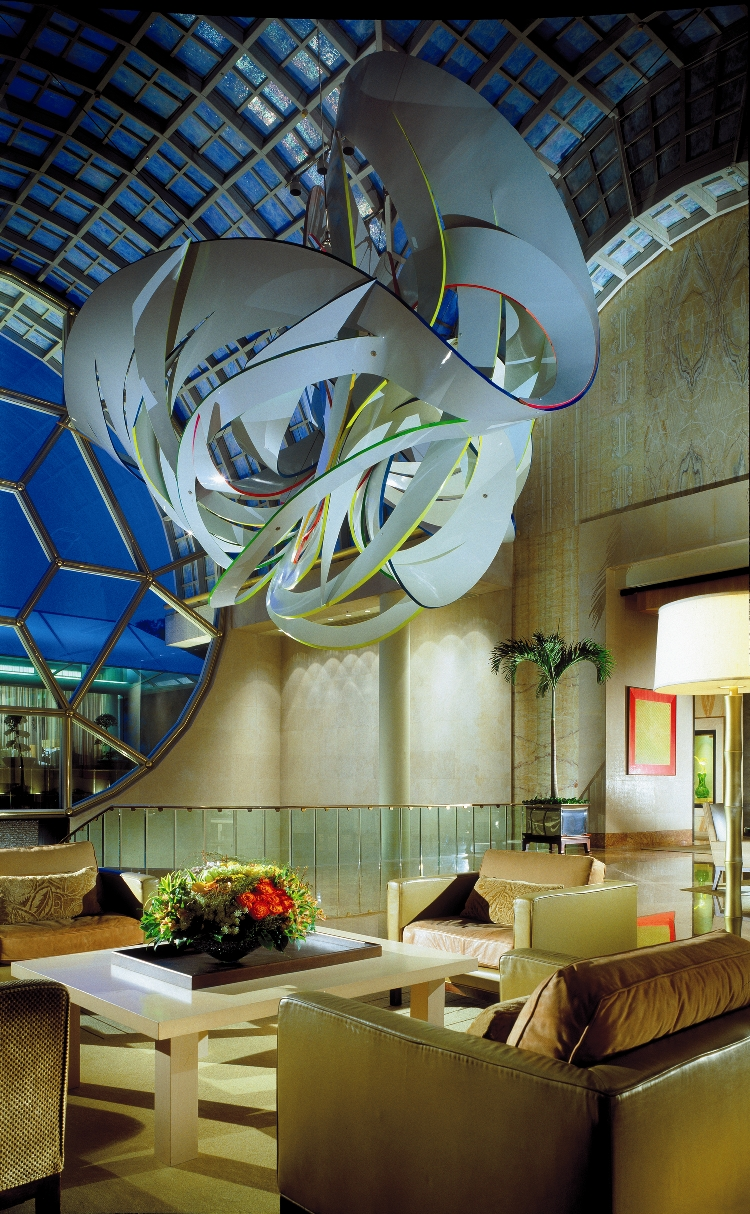